# Державний секретар міністерства України
Державний секретар міністерства України — посада державного службовця категорії «А», керівника державної служби у міністерствах України.
Посада законодавчо запроваджена 24 вересня 2016 року в рамках Стратегії реформування державного управління України.

## Законодавчі повноваження
Обов'язки та повноваження секретарів міністерств регламентуються статтею 10 Закону України «Про центральні органи виконавчої влади»:
- організовує роботу апарату міністерства;
- забезпечує підготовку пропозицій щодо виконання завдань міністерства та подає їх на розгляд міністру;
- організовує та контролює виконання апаратом міністерства Конституції та законів України, актів Президента України, актів Кабінету Міністрів України, наказів міністерства та доручень міністра, його першого заступника та заступників, звітує про їх виконання;
- готує та подає міністру для затвердження плани роботи міністерства, звітує про їх виконання;
- забезпечує реалізацію державної політики стосовно державної таємниці, контроль за її збереженням в апараті міністерства;
- у межах своїх повноважень запитує та одержує в установленому порядку від державних органів, органів влади Автономної Республіки Крим, органів місцевого самоврядування, підприємств, установ, організацій в Україні та за її межами безоплатно інформацію, документи і матеріали, а від органів державної статистики - статистичну інформацію, необхідну для виконання покладених на міністерство завдань;
- за погодженням із центральним органом виконавчої влади, що забезпечує формування державної бюджетної політики, затверджує штатний розпис та кошторис міністерства;
- призначає на посади та звільняє з посад у порядку, передбаченому законодавством про державну службу, державних службовців апарату міністерства, присвоює їм ранги державних службовців, приймає рішення щодо їх заохочення та притягнення до дисциплінарної відповідальності;
- приймає на роботу та звільняє з роботи у порядку, передбаченому законодавством про працю, працівників апарату міністерства, приймає рішення щодо їх заохочення, притягнення до дисциплінарної відповідальності;
- призначає на посади керівників територіальних органів міністерства та їх заступників і звільняє їх з посад;
- погоджує у передбачених законом випадках призначення на посади та звільнення з посад керівників відповідних структурних підрозділів обласних, Київської та Севастопольської міських державних адміністрацій;
- призначає на посаду та звільняє з посади керівників підприємств, установ, організацій, що належать до сфери управління міністерства;
- притягує до дисциплінарної відповідальності керівників державних підприємств, установ, організацій, що належать до сфери управління відповідного міністерства;
- забезпечує в установленому порядку організацію підготовки, перепідготовки та підвищення кваліфікації державних службовців та інших працівників міністерства;
- представляє міністерство як юридичну особу в цивільно-правових відносинах;
- у межах повноважень, передбачених законом, дає обов’язкові для виконання державними службовцями та іншими працівниками міністерства доручення;
- з питань, що належать до його повноважень, видає накази організаційно-розпорядчого характеру та контролює їх виконання;
- вносить подання щодо представлення в установленому порядку державних службовців та інших працівників апарату міністерства, його територіальних органів до відзначення державними нагородами України.